# Enxerto de pele

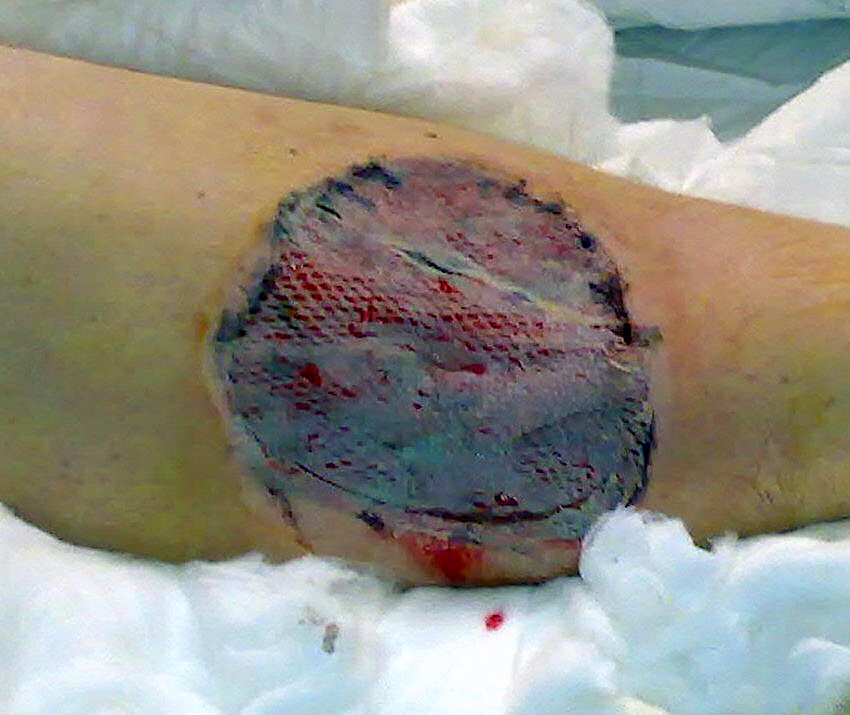
Enxerto de pele em uma lesão traumática na perna, 5 dias após a cirurgia - cicatrização auxiliada pelo uso de curativo a vácuo

Transplante de pele é um tipo de enxerto médico que envolve o transplante da pele. O tecido biológico transplantado é chamado de 'enxerto de pele'.
Em março de 2010, a equipe de transplantes do Hospital Vall d'Hebron, em Barcelona, na Espanha, realizou o primeiro transplante facial total do mundo, feito num jovem que sofreu um acidente há cinco anos. Operado por uma equipe de trinta pessoas, foram implantados no paciente pele, dentes, bochecha, maxilar e nariz.
O primeiro transplante parcial da face foi feito 2005, mas até então ninguém tinha recebido um rosto inteiro.